# Öxarárfoss
De Öxarárfoss (Bijlrivierwaterval) is een 20 meter hoge waterval in IJsland in het Nationale park Þingvellir. De waterval ligt in de rivier de Öxará, en de loop van deze rivier is waarschijnlijk kunstmatig verlegd om de waterval te doen ontstaan, om de jaarlijkse bijeenkomsten van de IJslanders mogelijk te maken en om het gebied te verfraaien. In een diepe plek van de rivier vlak na de waterval, de Drekkingarhylur, werden tot in het begin van de 18e eeuw vrouwen die bepaalde misdaden hadden begaan in een zak gestopt en verdronken. De Öxará mondt uit in het þingvallavatn meer.